# وارکرفت ۳: تخت یخ‌زده
وارکرفت ۳: تخت یخ‌زده (به انگلیسی: Warcraft III: The Frozen Throne) یک بازی ویدئویی در سبک استراتژی هم‌زمان است که توسط بلیزارد انترتینمنت ساخته و  منتشر شد. این بازی یک بسته الحاقی رسمی برای عنوان وارکرفت ۳: پادشاهی آشوب محسوب می‌شود و برای انجام بازی به آن نیاز دارد. این بازی به چندین زبان مختلف در ۱ ژوئیه ۲۰۰۳ منتشر شد.